# Hydrangea tarapotensis
Hydrangea tarapotensis är en hortensiaväxtart som beskrevs av John Isaac Briquet. Hydrangea tarapotensis ingår i släktet hortensior, och familjen hortensiaväxter. Inga underarter finns listade i Catalogue of Life.